# Philadelphia Phantoms
Die Philadelphia Phantoms waren eine Eishockeymannschaft in der American Hockey League. Sie spielten im Wachovia Spectrum (17.380 Plätze) in Philadelphia, Pennsylvania. Nach der Saison 2008/09 wurde das Team nach Glens Falls, New York verlegt.

## Geschichte
Gegründet wurden die Phantoms 1996 als Farmteam des NHL-Clubs Philadelphia Flyers, mit dem sie seitdem kooperierten. Einige Spiele pro Spielzeit spielten sie auch in deren Arena, dem Wachovia Center.
In ihrer Geschichte hatten die Phantoms zweimal den Calder Cup als Sieger der Play-offs gewonnen (1998 und 2005). Bereits in ihrer ersten Spielzeit waren sie das beste Team der Liga nach der Vorrunde, schieden jedoch in der Endrunde früh aus. Die folgenden Jahre waren sehr wechselhaft – entweder man gehörte zu den besten Teams der Liga oder man verpasste die Play-offs.
Am 4. Februar 2009 gab Comcast-Spectator den Verkauf der Phantoms an die Brooks Group of Pittsburgh bekannt. Im April 2009 erklärte die Ligaleitung, dass das Franchise nach Glens Falls, New York umgesiedelt wird.

## Saisonstatistik
| Saison  | GP | W  | L  | T  | OL | SOL | GF  | GA  | PTS | Platzierung                     | Play-offs             |
| 2008-09 | 80 | 43 | 30 | -- | 2  | 5   | 234 | 232 | 93  | 4. im Osten                     | 1. Runde              |
| 2007-08 | 80 | 46 | 27 | -- | 4  | 3   | 236 | 212 | 99  | 2. im Osten                     | 2. Runde              |
| 2006-07 | 80 | 31 | 41 | -- | 2  | 6   | 222 | 271 | 70  | 6. im Osten                     | Play-offs verpasst    |
| 2005-06 | 80 | 34 | 37 | -- | 2  | 7   | 197 | 232 | 77  | Letzter im Osten                | Play-offs verpasst    |
| 2004-05 | 80 | 48 | 25 | 3  | 4  | --  | 235 | 185 | 103 | 2. im Osten                     | Gewinn des Calder Cup |
| 2003-04 | 80 | 46 | 25 | 7  | 2  | --  | 216 | 168 | 101 | 1. im Osten                     | 1. Runde              |
| 2002-03 | 80 | 33 | 33 | 6  | 8  | --  | 198 | 212 | 80  | 4. im Süden                     | Play-offs verpasst    |
| 2001-02 | 80 | 33 | 27 | 15 | 5  | --  | 206 | 210 | 86  | 3. im Süden                     | 1. Runde              |
| 2000-01 | 80 | 36 | 34 | 5  | 5  | --  | 246 | 244 | 82  | 4. in der Mid-Atlantic Division | 2. Runde              |
| 1999-00 | 80 | 44 | 30 | 3  | 2  | --  | 281 | 239 | 93  | 3. in der Mid-Atlantic Division | 1. Runde              |
| 1998-99 | 80 | 47 | 22 | 9  | 2  | --  | 272 | 221 | 105 | 1. in der Mid-Atlantic Division | 3. Runde              |
| 1997-98 | 80 | 47 | 21 | 10 | 2  | --  | 314 | 249 | 106 | 1. in der Mid-Atlantic Division | Gewinn des Calder Cup |
| 1996-97 | 80 | 49 | 18 | 10 | 3  | --  | 325 | 230 | 111 | 1. in der Mid-Atlantic Division | 2. Runde              |

Legende: GP = gespielte Spiele, W = gewonnene Spiele, L = verlorene Spiele, T = unentschiedene Spiele, OL = nach Verlängerung verlorene Spiele, SOL = nach Penalty-Schießen verlorene Spiele, GF = geschossene Tore, GA = kassierte Tore, PTS = Punkte

## Vereins-Rekorde
- Tore: 47, Mike Maneluk (1999-00)
- Assists: 78, Peter White (1997-98)
- Punkte: 105, Peter White (1996-97 and 1997-98)
- Strafminuten: 416, Francis Lessard (1999-00)
- Gegentor-Schnitt: 1.96, Neil Little (2003-04)
- Gehaltene Schüsse (%): 92.6, Neil Little (2001-02)
- Tore (Karriere): 153, Peter White
- Assists (Karriere): 319, Peter White
- Punkte (Karriere): 472, Peter White
- Strafminuten (Karriere): 1046, Pete Vandermeer
- Gewonnene Spiele eines Torhüters (Karriere): 177, Neil Little
- Shutouts (Karriere): 18, Neil Little
- Spiele (Karriere): 431, Peter White